# Kendengus
Kendengus is een monotypisch geslacht van hooiwagens uit de familie Beloniscidae.
De wetenschappelijke naam Kendengus is voor het eerst geldig gepubliceerd door Roewer in 1949. Het geslacht omvat slechts de soort Kendengus javanus.